# 澀谷峰
75°10′S 133°35′W / 75.167°S 133.583°W
澀谷峰（英語：Shibuya Peak）是南極洲的山峰，位於瑪麗伯德地的貝里冰川東岸，處於貝里冰川東南面6公里，海拔高度1,254米，美國地質調查局根據測量和該國海軍的空中照片繪入地圖，現時由南極條約體系管理。